# Оверхаузер, Альберт
Альберт Уорнер Оверхаузер (англ. Albert Warner Overhauser; 17 августа 1925 — 10 декабря 2011) — американский физик.

## Биография
В 1951—1953 годах работал в Иллинойском университете, в 1953—1958 годах — в Корнеллском, в 1958—1973 годах — в «Форд Мотор Компани» (Дирборн). С 1973 года — профессор университета Пердью.
Работы в области физики твердого тела. В 1953 году предсказал явления увеличения интенсивности ядерного магнитного резонанса при возрастании насыщения электронного парамагнитного резонанса (эффект Оверхаузера). В 1953 году впервые рассчитал время парамагнитной релаксации в металлах.
В 1960 году предсказал существование волн спиновой и зарядовой плотности. Совместно с коллегами построил нейтронный интерферометр для изучения роли гравитации на квантовом уровне. В 1975 году наблюдал сдвиг фазы волновой функции нейтрона, что впервые подтвердило принцип эквивалентности на квантовом уровне.
Член Национальной академии наук США (1976), член Американской академии искусств и наук. Oliver E. Buckley Solid State Physics Prize, 1975.